# AFM 레코드
AFM 레코드(AFM Records GmbH)는 독일 슈발름슈타트에 위치한 음반사이다. 솔푸드 뮤직의 산하 음반사이다.
2005년, 캔들라이트 레코드는 여러 타이틀의 상호 발매 및 마케팅을 위해 AFM과 협업 거래에 서명하였다.

## 현재 및 과거의 아티스트
- 어나이얼레이터
- 블랙모어스 나이트
- 디스트럭션
- 에드가이
- 피어 팩토리
- 코티펠토
- 크로커스
- 로르디
- 랩소디 오브 파이어
- 탱커드
- 화이트스네이크